# Philippe Louis-Dreyfus
Pour les articles homonymes, voir Dreyfus et Louis-Dreyfus.
Philippe Louis-Dreyfus, né le 9 mars 1945 dans le 7e arrondissement de Paris et mort le 17 juin 2025 dans le 14e arrondissement,, est une  personnalité du monde des affaires française, président du groupe Louis Dreyfus Armateurs (LDA).

## Biographie

### Famille
Arrière-petit-fils du fondateur du groupe Louis-Dreyfus, Léopold Louis-Dreyfus, Philippe Louis-Dreyfus est le fils de Pierre Louis-Dreyfus et de Claude Singer, son épouse en secondes noces.
Marié à la fille de Jean Boinvilliers, il est père de trois enfants.

### Carrière
En 1974, après avoir acquis une expérience shipping internationale, notamment à Oslo et à Londres, Philippe Louis-Dreyfus a rejoint la division maritime du groupe Louis-Dreyfus. Deux ans plus tard il créait le département financements maritimes de la Banque Louis-Dreyfus.
Après plusieurs années passées dans le secteur bancaire et après avoir été successivement membre du comité exécutif responsable du département corporate de la banque Pallas-France puis président du Crédit naval, il est revenu au sein du groupe Louis-Dreyfus pour prendre en 1996 la responsabilité de la filiale maritime, Louis Dreyfus Armateurs (LDA),. À son arrivée à la tête de la branche shipping, Philippe Louis-Dreyfus oriente le développement de celle-ci vers les activités industrielles offshore. Constatant la volatilité des frets de vracs secs, activité historique de LDA, il a impulsé une stratégie de diversification vers les activités de recherche sismique, de pose de câbles, de remorquage de haute mer et de colis lourds. C’est également à cette époque que LDA créait LDCom qui allait devenir en quelques années le no 2 français de la téléphonie sous la marque « Neuf Télécom ».
Grâce à cette diversification, bientôt complétée par le déploiement d’une nouvelle activité de navires ferries et rouliers depuis 2004, cela a permis de consolider l’activité maritime en France. LDA emploie 2 900 personnes dans le monde et est le premier employeur d’officiers navigants français.
Le 17 juin 2025, Philippe Louis-Dreyfus meurt soudainement à l’âge de 80 ans.

### Autres fonctions
Président d’Armateurs de France entre 2002 et 2004, il a joué un rôle dans la création du Registre international français (RIF) et pour la création de la taxe au tonnage en France.
Vice-président puis président de l’association des Armateurs Européens (ECSA) entre 2006 et 2009, Philippe Louis-Dreyfus a été en faveur de l'adoption du troisième paquet sécurité maritime et la reconnaissance de l'importance des navires de service.
Il occupe les fonctions d'administrateur au Bureau Veritas, au BIMCO (en) et au MEDEF International où il est responsable de l’Asie du Sud-Est. Il est conseiller du commerce extérieur de la France.

### Distinctions
Philippe Louis-Dreyfus est Commandeur de la Légion d’honneur, officier de l’ordre national du Mérite (ONM), de l’ordre du Mérite maritime et de l’ordre de l’Empire britannique (OBE).
Il a reçu le 23 mars 2010 la distinction du Commodore 2010 de la Connecticut Maritime Association. Cette distinction récompense chaque année une personnalité de la communauté maritime internationale ayant fait preuve de « leadership et d'engagement envers le secteur maritime ».
Il était membre de l'Académie de marine, section Marine marchande, pêche et plaisance.

## Sources
- CV Philippe Louis-Dreyfus sur site internet Louis-Dreyfus Armateurs